# 거울 세계
거울 세계(mirror world)는 현실 세계를 디지털 형식으로 재현한 것이다. 지리학적으로 정확한 방식으로 실제 구조를 매핑하려고 시도한다. 거울 세계는 실제 인간 환경과 그 작동에 대한 소프트웨어 모델을 제공한다. 이는 디지털 트윈(digital twin)의 개념과 매우 유사하다.
디지털 미디어와 관련된 용어는 예일 대학교의 컴퓨터 과학자 데이비드 겔런터가 만들었다. 그는 1991년에 처음으로 가상의 거울 세계에 대해 이야기한다.